# Diana Russell
Diana Elizabeth Hamilton Russell (Ciudad del Cabo, Sudáfrica; 6 de noviembre de 1938-Oakland, Estados Unidos; 28 de julio de 2020) fue una activista y escritora feminista sudafricana, que dedicó su vida a luchar contra la violencia hacia las mujeres.
Durante más de cuarenta años, Russell investigó sobre violación, incesto, feminicidio y las relaciones entre la pornografía y la violencia sexual en Estados Unidos y se convirtió en una autoridad en el tema en el ámbito internacional. También fue una de las principales organizadoras del Tribunal Internacional de Crímenes contra las Mujeres celebrado en 1976 en Bruselas. En 1977 fue cofundadora Women Against Violence in Pornography and Media (WAVPM), la primera organización feminista antipornografía en los Estados Unidos y a nivel internacional. En 1993 creó la Asociación Women United Against Incest para la ayuda de las víctimas de incesto.

## Biografía
Diana E. H. Russell nació y creció en Ciudad del Cabo, Sudáfrica. Era la cuarta de seis hermanos, y la hermana melliza de David. Su madre, perteneciente a la aristocracia británica, viajó a los veintiún años al continente africano, donde conoció a quien fue su marido y padre de sus hijos, un sudafricano de origen irlandés que fue miembro del Parlamento de Sudáfrica en 1945. Sus primeras luchas por los derechos humanos las realizó precisamente en Sudáfrica junto a su hermano mellizo, participando en la Resistencia Africana (AMR, por sus siglas en inglés) movimiento anti-apartheid.
Russell se graduó en la Universidad de Ciudad del Cabo y dejó Sudáfrica a los diecinueve años. Se trasladó a Inglaterra a principios de 1957. Allí trabajó durante dos años y realizó una diplomatura de posgrado en Ciencias Sociales y Administración en la London School of Economics y Ciencia Política (1961) y en 1963 viajó a Estados Unidos donde fue aceptada en un programa interdisciplinario de doctorado en la Universidad de Harvard realizando una investigación en sociología y el estudio de la revolución.
El enfoque de investigación de Russell probablemente proviene de su propia participación en la organización británica Movimiento Anti-apartheid en Sudáfrica. En 1963, Russell se unió al Partido Liberal de Sudáfrica, fundado por el escritor y activista sudafricano Alan Paton. Mientras participaba en una protesta pacífica en Ciudad del Cabo, Russell fue detenida con otros miembros del partido. Llegó a la conclusión de que las estrategias no violentas eran inútiles contra la violencia brutal y la represión del estado policial afrikáner blanco. Posteriormente, se unió al Movimiento de Resistencia Africana (ARM), un movimiento revolucionario clandestino de lucha contra el apartheid en Sudáfrica. La estrategia principal de la ARM era bombardear y sabotear la propiedad del gobierno, y aunque Russell era solo un miembro periférico de la ARM, se arriesgaba al encarcelamiento de 10 años si la atrapaban.
Fue contratada como profesora de sociología en el Mills College en Oakland, California. Durante su primer año, codirigió el primer curso sobre mujeres que se ofreció en Mills. Finalmente, este curso condujo al desarrollo del currículum de Estudios de la Mujer en Mills, uno de los primeros en los EE. UU.

## Investigaciones y escritos sobre violación y abuso sexual
Durante su carrera investigó el fenómeno de la violencia sexual contra mujeres y niñas y escribió numerosos libros y artículos sobre la violación (incluyendo la marital), femicidio, incesto, asesinatos misóginos contra mujeres, y pornografía.
En su libro, The Politics of Rape (1975), Russell sugirió que la violación era una muestra de percepciones socialmente definidas de la masculinidad en lugar de un comportamiento social desviado. Sus otros libros en esta área son Rape in Marriage (Violación en matrimonio) (1982), Sexual Exploitation: Rape, Child Sexual Abuse, and Workplace Harassment (Explotación sexual: violación, abuso sexual infantil y acoso laboral) (1984). En 1986, Russell publicó The Secret Trauma: Incest in the Lives of Girls and Women (1986). Fue uno de los primeros estudios de investigación científica sobre abuso sexual incestuoso que se publicó. Por ello recibió el Premio Charles Wright Mills en 1986. En 1993, editó una antología sobre pornografía, Making Violence Sexy: Feminist Views on Pornography. Su libro de 1994, Against Pornography: The Evidence of Harm, que incluye 100 fotos pornográficas, fue un estudio que estableció cómo la pornografía alienta a los hombres a violar y aumenta las violaciones. También recibió el Humanist Heroine Award en 2001 de la Asociación Humanista Estadounidense.

## Organización del Primer Tribunal Internacional de Crímenes contra las Mujeres
Russell trabajó con otras feministas durante dos años y logró organizar el primer Tribunal Internacional de Crímenes contra las Mujeres en Bruselas, en 1976. Durante la conferencia que duró cuatro días, mujeres de diferentes países testificaron sobre sus experiencias personales al haber sufrido diversas formas de violencia y opresión por el hecho de ser mujeres. Contó con la participación de 2 000 mujeres de 40 países.
Simone de Beauvoir, en su discurso de presentación ante el Tribunal, dijo: "Saludo al Tribunal Internacional como el comienzo de la descolonización radical de las mujeres". Más tarde, la feminista belga Nicole Van de Ven documentó el evento en el libro, Crimes Against Women: Proceedings of the International Tribunal (1976).

## Redefiniendo y politizando feminicidio
Russell y Jill Radford fueron pioneras en su obra Femicide. The politics of woman killing en trabajar en un marco teórico sobre el feminicidio. Para Diana Russell la supremacía patriarcal de los hombres sitúa la violencia contra las mujeres como un "mecanismo de control, sujeción, opresión, castigo y agresión dañina que a su vez genera poder para los hombres".
El término "femicide" en inglés fue adaptado en español como feminicidio en América Latina por la antropóloga feminista Marcela Lagarde.
En 1976 Russell redefinió "Femicide", como "el asesinato de mujeres por hombres por el hecho de ser mujeres". En el Tribunal Internacional de Crímenes contra las Mujeres, testificó sobre numerosos ejemplos de formas letales de violencia masculina contra mujeres y niñas de diferentes culturas de todo el mundo. La intención de Russell era politizar el término y llamar la atención sobre la misoginia que impulsa estos crímenes letales contra las mujeres, señalando que los términos neutrales de género como asesinato no lo hacen. Russell, que estaba desconcertada por la falta de respuesta de los grupos de mujeres en los Estados Unidos al uso del término 'Feminicidio', continuó abogando por el uso del 'Feminicidio' en las reuniones con los grupos de mujeres en Estados Unidos y en todo el mundo. Explicó que para hacer frente a estos crímenes extremos contra las mujeres, era necesario reconocer que, al igual que los crímenes de odio basados en la raza, "los feminicidios son [también] crímenes de odio letales", y que la mayoría de los asesinatos de mujeres por parte de hombres son "manifestaciones extremas de dominación masculina y sexismo ".
En 1993, Russell creó una organización llamada Mujeres Unidas contra el Incesto, que apoya a las sobrevivientes del incesto con asistencia legal contra sus perpetradores. Del mismo modo, creó el primer programa de televisión en Sudáfrica donde las sobrevivientes de incesto hablaban en persona sobre sus experiencias.
Los movimientos feministas en muchos países de América Latina, como México, Guatemala, Costa Rica, Chile y El Salvador, entre otros, han adoptado el uso del 'Feminicidio' politizado de Russell utilizándolo en el ámbito social, político y legal para abordar la violencia letal contra las mujeres en sus respectivos países. En 1992, coeditó la antología, Femicide: The Politics of Woman Killing.

## Activismo
En 1977, Russell se asoció al Women's Institute for Freedom of the Press (Instituto de la Mujer para la Libertad de Prensa) (WIFP). También fue cofundadora Women Against Violence in Pornography and Media (WAVPM), la primera organización feminista antipornografía en Estados Unidos y en ámbito internacional. En 1993 creó la Asociación Women United Against Incest para la ayuda de las víctimas de incesto.
Falleció el 28 de julio de 2020 en Oakland a causa de una insuficiencia respiratoria.

## Obras
1. Russell, Diana E.H (1976) Femicide. The politics of woman killing
2. Russell, Diana E.H (1976) Crimes Against Women: Proceedings of the International Tribunal
3. Russell, Diana E.H (1993) Making violence sexy. Feminist views on pornography
4. Russell, Diana E.H (1997) Behind closed doors in withe South Africa. Incests Survivors Tell Their Stories

### Libros
- Russell, Diana E.H. (1974). The politics of rape: the victim's perspective. New York: Stein and Day. ISBN 9780812816570. OCLC 1165996.
- Russell, Diana E.H. (1975). Rebellion, revolution and armed force: comparative study of fifteen countries with special emphasis on Cuba and South Africa. New York: Academic Press. ISBN 9780127857459. OCLC 886393.
- Russell, Diana E.H.; van de Ven, Nicole (1976). Crimes against women: international tribunal proceedings. Millbrae, California: Les-Femmes Publishing. ISBN 9780890879214. OCLC 2464570. Conference proceedings.
- Russell, Diana E.H.; Star, Susan; Linden, Robin Ruth; Pagano, Darlene R. (1982). Against sadomasochism: a radical feminist analysis. East Palo Alto, California: Frog in the Well. ISBN 9780960362837. OCLC 7877113.
- Russell, Diana E.H. (1984). Sexual exploitation: rape, child sexual abuse, and workplace harassment. Beverly Hills, California: Sage. ISBN 9780803923553. OCLC 10696523.
- Russell, Diana E.H. (1986). The secret trauma: incest in the lives of girls and women. New York: Basic Books. ISBN 9780465075966. OCLC 12974265.
- Russell, Diana E.H. (1989). Exposing nuclear phallacies. New York: Pergamon Press. ISBN 9780080364759. OCLC 18625199.
- Russell, Diana E.H. (1989). Lives of courage: women for a New South Africa. New York: Basic Books. ISBN 9780465041404. OCLC 19723691.
- Russell, Diana E.H. (1990). Rape in marriage. Bloomington, Indiana: Indiana University Press. ISBN 9780253205636. OCLC 8451646.
- Russell, Diana E.H.; Radford, Jill (1992). Femicide: the politics of woman killing. New York Toronto: Twayne Publishers. ISBN 9780805790283. OCLC 25367570. Front cover.
- Russell, Diana E.H. (September 1993). Against pornography: the evidence of harm. Berkeley, California: Russell Publishing. ISBN 9780963477613. OCLC 29988342.
- Russell, Diana E.H. (December 1993). Making violence sexy: feminist views on pornography. Buckingham: Open University Press. ISBN 9780335192007. OCLC 27106001.
- Russell, Diana E.H. (1997). Behind closed doors in White South Africa: incest survivors tell their stories. Jo Campling (consulting editor). New York: St Martin's Press. ISBN 9780312173753. OCLC 36066137.
- Russell, Diana E.H. (1998). Dangerous relationships: pornography, misogyny and rape. Thousand Oaks, California: Sage. ISBN 9780761905257. OCLC 38257798.
- Russell, Diana E.H.; Bolen, Rebecca M. (2000). The epidemic of rape and child sexual abuse in the United States. Thousand Oaks, California: Sage. ISBN 9780761903024. OCLC 43384742.
- Russell, Diana E.H.; Harmes, Roberta A. (2001). Femicide in global perspective. New York: Teachers College Press. ISBN 9780807740477. OCLC 45304762.